# マーブル☆プロジェクト
マーブル☆プロジェクトは、東京都を中心に活動しているプロレスプロモーション。運営はマッドスポーツ。

## 歴史
- 2012年2月、レフェリーのデューク佐渡が設立。
- 3月24日、市ヶ谷アイスボックスで旗揚げ戦「MARBLE.1」を開催。
- 2013年3月11日、日本列島プロレス連盟の発足に参加[1]。